# Z-16 Friedrich Eckoldt
Z-16 Фридрих Экольдт (нем. Z-16 «Friedrich Eckoldt») — немецкий эскадренный миноносец типа 1934A.
Назван в честь капитан-лейтенанта Фридриха Экольдта, командира эскадренного миноносца V-48 , погибшего со своим кораблём в Ютландском сражении.
Заложен 4 ноября 1935 года на верфи фирмы «Blohm + Voss» в Гамбурге. Спущен на воду 21 марта 1937 года и 28 июля 1938 года вступил в строй. Вошёл в состав 3 дивизиона 1 флотилии эскадренных миноносцев Кригсмарине. По состоянию на сентябрь 1939 года бортовой № 32.

## История службы
19 августа 1938 года участвовал во флотском смотре с участием рейхсканцлера Гитлера и регента Венгрии адмирала Хорти. С 18 апреля по 15 мая 1939 года совершал плавание к побережью Испании и Марокко, после чего принимал участие в оккупации Мемеля (май 1939).
С началом Второй мировой войны принимал участие в Польской кампании.
С октября 1939 года по февраль 1940 года действовал в Северном море и Балтийских проливах, в том числе в минно-заградительных операциях у восточного побережья Великобритании. Участвовал в операции «Викингер» 22 февраля 1940 года.
В первой половине апреля 1940 года участвовал в операции «Везеребюнг», входя в состав Тронхеймской группы.
С сентября по ноябрь 1940 года базировался и действовал в западной Франции. 10 октября 1940 года был повреждён в результате налёта британской авиации на Брест. В ноябре—декабре 1940 года проходил ремонт, после чего до июня 1941 года выполнял небоевые задачи на Балтийском море. В июне 1941 года был перебазирован в Норвегию.
13 июля 1941 года совместно с эсминцами «Карл Гальстер», «Рихард Байцен», «Герман Шёман» и «Ганс Лоди» потопил в Баренцевом море советский сторожевой корабль «Пассат» и спасательные суда ЭПРОН РТ-67 «Молотов» и РТ-32 «Кумжа» буксирующие два 40-тонных судоподъемных понтона. 24 июля совместно с эсминцами «Карл Гальстер», «Герман Шеман» и «Рихард Битзен» потопил в Баренцевом море советское гидрографическое судно «Меридиан». 10 августа совместно с эсминцами «Ганс Лоди» и «Рихард Битзен» потопил в Баренцевом море у входа в Кольский залив советский сторожевой корабль «Туман».
12 октября 1941 года в гавани Тромсё столкнулся с норвежским пароходом, после чего с ноября 1941 года по март 1942 года снова находился в ремонте.
7 сентября 1942 года совместно с эсминцами «Z-30», «Z-29» и «Рихард Битзен» участвовал в постановке минных заграждений «Романов» и «Цесаревич» между полуостровом Канин и островом Колгуев (всего выставлено 90 мин ЕМС и 90 мин EMF) На данных минах 26 ноября 1942 года подорвался советский ледокол «Микоян».
5 — 9 ноября в составе боевой группы во главе с тяжёлым крейсером «Адмирал Хиппер» действовал в северо-восточной части Баренцева моря (операция «Хоффнунг»), в декабре участвовал в операции «Регенбоген».
31 декабря 1942 года принял участие в «новогоднем бою» в Баренцевом море. Приблизительно в 11:58 затонул в результате попаданий снарядов с британского лёгкого крейсера «Шеффилд» и взрыва по центру корпуса. Координаты гибели корабля — 77°19′ с. ш. 30°47′ в. д.. Потери — 340 или 341 человек.

## Командиры корабля
- корветтен-капитан/фрегаттен-капитан Альфред Шеммель (28 июля 1938 — 20 июля 1941)
- командир неизвестен или не был назначен (21 июля 1941 — 18 августа 1942)
- корветтен-капитан Лютц Герштунг (19 августа 1942 — 22 декабря 1942)
- капитан-цур-зее Альфред Шеммель (23 декабря 1942 — 31 декабря 1942)